# Suicide Is Painless
Suicide Is Painless (срп. Самоубиство је безболно) је песма написана за потребе M*A*S*H филма од стране Џонија Мендела и Мајкла Алтмана, сина режисера Роберта Алтмана. Песма је служила као главна и уводна музичка тема за филм M*A*S*H и за истоимену серију.
Роберт Алтман је имао два захтева за креацију песме 1) морала је да се зове Suicide Is Painless и 2) морала је да буде најглупља песма на свету. Алтман је покушао сам да напише текст песме, али је имао потешкоћа. Дао је свом четрнаестогодишњем сину да му напише текст, и он је то успешно урадио за пет минута.
Suicide Is Painless је достигла прво место на топ листи синглова Уједињеног Краљевства, и шездесет и шесто место на листи 100 година АФИ-ја ... 100 песама, Америчког филмског института.

## Настанак
Инструментал песме Suicide Is Painless написао је амерички музичар и кантаутор Џони Мендел. Песма је написана искључиво за глумца Кена Прајмуса који пева ову песму у сцени лажног самоубиства капетана Валтер "Безболног Пољака" Валдовског (Џон Шак). Роберт Алтман је првобитно желео да сам напише песму, али је сматрао да је његов средовечни мозак није "довољно глуп за тако нешто". Робертов син, Мајкл је затим добио задатак да напише текст песме, што је он учино за пет минута. Алтман је касније изјавио да је његов син зарадио милион долара за писање песме, док је он зарадио само седамдесет хиљада за режирање филма. Алтману се песма јако допала и он је одлучио да она постане главна и уводна музичка тема филма, што се није допало Менделу. 
Више различитих инструменталних верзија су креиране за телевизијску серију. Испрва, оригинална верзија песме је намењена за уводну шпицу серије, али Си-Би-Ес није желео да емитује нумеру која у себи садржи реч 'самоубиство'. 

## Пласман на топ листама
| Објављивање            | Година | Земља                | Највиша позиција | Број недеља | Референце |
| ---------------------- | ------ | -------------------- | ---------------- | ----------- | --------- |
| Холандска GfK листа    | 1970   | Холандија            | 3                | 9           | [ 8 ]     |
| Холандска топ 40 листа | 1970   | Холандија            | 4                | 4           | [ 9 ]     |
| Kent Music Report      | 1980   | Аустралија           | 52               | /           |           |
| Топ листа синглова     | 1980   | Уједињено Краљевство | 1                | 3           | [ 3 ]     |
| Топ листа синглова     | 1980   | Ирска                | 1                | /           |           |